# Župnija Sveta Barbara v Halozah - Cirkulane
Župnija Sveta Barbara v Halozah - Cirkulane je rimskokatoliška teritorialna župnija Dekanije Zavrč Ptujsko-ormoškega naddekanata Nadškofije Maribor.

## Cerkve
| #  | Slika | Cerkev               | Naselje    |
| -- | ----- | -------------------- | ---------- |
| 1. |       | Cerkev sv. Barbare   | Cirkulane  |
| 2. |       | Cerkev sv. Ane       | Veliki Vrh |
| 3. |       | Cerkev sv. Elizabete | Pohorje    |
| 4. |       | Cerkev sv. Katarine  | Cirkulane  |